# Mu Ko Lantas nationalpark
Mu Ko Lantas nationalpark, thailändska อุทยานแห่งชาติหมู่เกาะลันตา, är en nationalpark i Thailand som ligger i distriktet Ko Lanta och provinsen Krabi i Södra Thailand. Den består av ett flertal öar med omgivande farvatten. Parken inrättades 1990.
De två största öarna Ko Lanta Noi och Ko Lanta Yai. Båda är bebodda, men det är huvudsakligen Ko Lanta Yai som är föremål för turism. Totalt är nationalparken 134 kvadratkilometer varav 81 procent utgörs av vatten.
En stam inom Chao Ley, ett ursprungsfolk som tidvis kallas  "sjözigenare" på grund av sina halvnomadiserande vanor, bor på ön Ko Lanta Yai. Stammen har behållit en hel del av sina uråldriga ceremonier och vanor.

## Geografi
Det finns flera arkipelager inom parken, Ko Rok-arkipelagen, Ko Ngai-arkipelagen, Ko Ha-arkipelagen och Ko Lanta-arkipelagen som innefattar bland annat öarna Mu Ko Rok, Ko Mai Ngam, Ko Talabeng, Ko Lanta Yai, Ko Lanta Noi, Ko Ngai, Mu Ko Rokk, Ko Rok Nai, Mu Ko Maa, Ko Hin Dang och öarna inom Ko Klang.
Nationalparken är förhållandevis kuperad, särskild i södra delarna. Mestadels är lutningen 35 grader och i några områden hela 50 grader. Nationalparkens högsta punkt ligger 488 m.ö.h.

## Klimat
Det tropiska klimatet i Thailand är ett sommarmonsunklimat, med kraftiga monsunregn från maj till oktober och torrtid från oktober till maj. Mest nederbörd får området i september, 391,4 mm och minst i januari, 6,5 mm. När monsunperioden infaller är de mindre öarna inom parken stängd för besökare.

## Flora och fauna
Skogen inom nationalparken består huvudsakligen av strandskog, mangroveskog, kalkrik skog och regnskog.
Det finns ungefär 19,5 km2 regnskog på Mu Ko Lanta Yai. Trädens genomsnittshöjd är 15–25 meter. Viktiga arter är Hopea ferrea, Dipterocarpus turbinatus och fackelblomsarten Lagerstroemia floribunda. Regnskogen vid Lanta Range i södra delarna av Ko Lanta Yai och Ko Ngai har arter som Dipterocarpus alatus, Anisoptera costata, Shorea  henryana och Parashorea stellata.
Mangroveskog finns framför allt på Ko Ngu, Ko Mai Ngam och Ko Mai Ngam Tai. Träden har en genomsnittlig höjd av fem meter och vanliga arter är Rhizophora apiculata, Rhizophora mucronata och Avicennia alba, som på malajiska kallas ”api api putih” eftersom lysmaskar (api = eld) trivs i trädet och trädets blad har ljus eller blek undersida (putih=vit).
Strandskog återfinns framför allt på Ko Ngai. Karaktärsarter är Terminalia catappa, Pongamia pinnata, getfotsipomea, casuarinaträdet Casuarina equisetifolia, malvaträdet Thespesia populnea och heliotropen Heliotropium foertherianum.
I kalkrik skog, bland annat på Ko Rok och Ko Ha, där det råder brist på näringsämnen och vatten växer fukisarten Ficus racemosa, sparrisarten Dracaena cochinchinensis och törelväxten Euphorbia antiquorum.
Nationalparken består av små öar, varför enbart mindre däggdjur kan leva på öarna, såsom makaker, mushjortar och den rökgrå bladapan. Tidigare fanns såväl hjort, tiger som muntjaker på öarna.
Fågelskådare kan sikta brahminglada, tygeltärna, asiatisk smaragdduva, smyrnakungsfiskare och korallhäger. Bland kräldjuren och groddjuren kan bandvaran, nätpyton olika arter av kobror och asiatisk skumbogroda nämnas.

## Bildgalleri

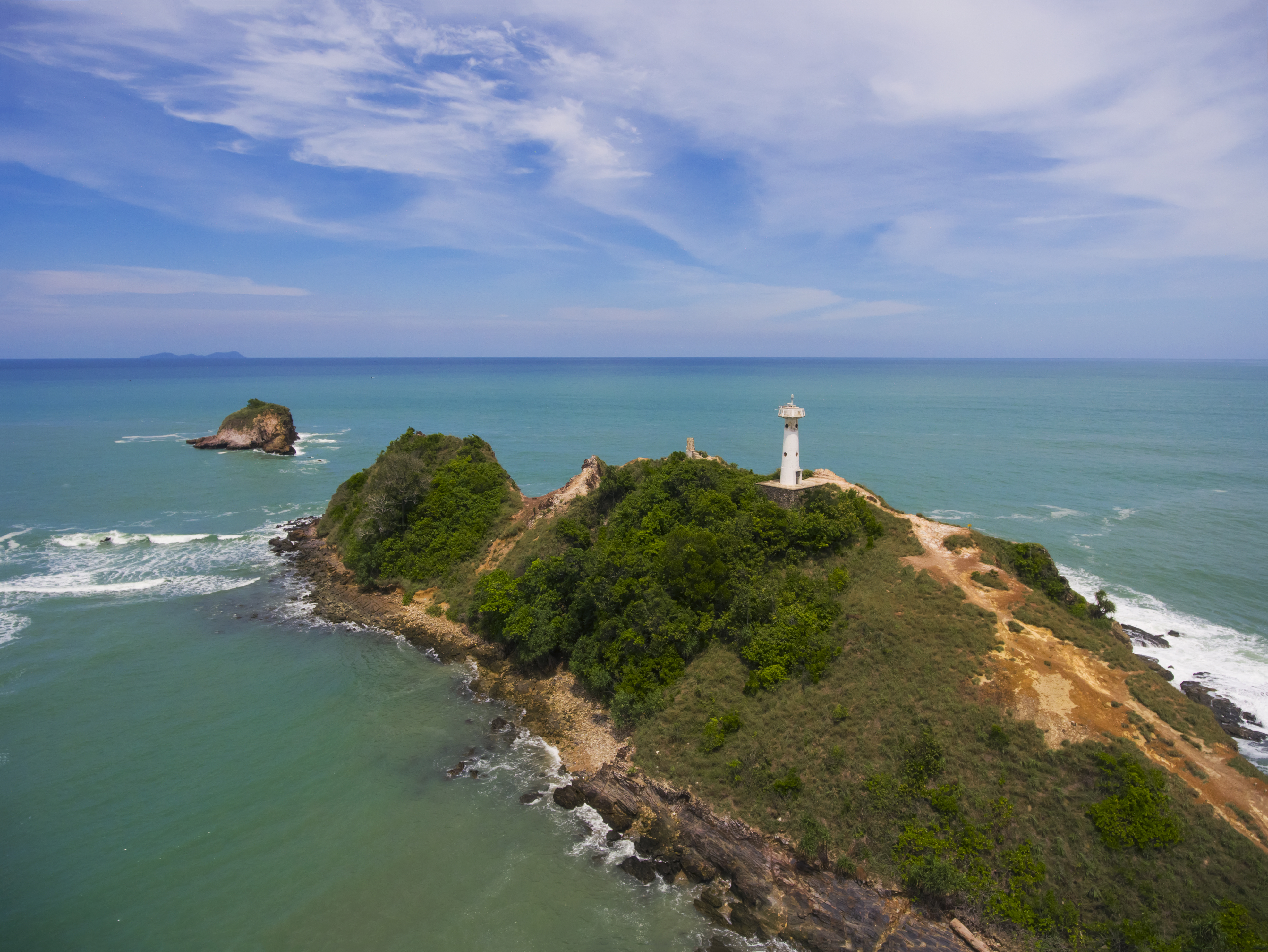
Södra udden av Ko Lanta Yai.
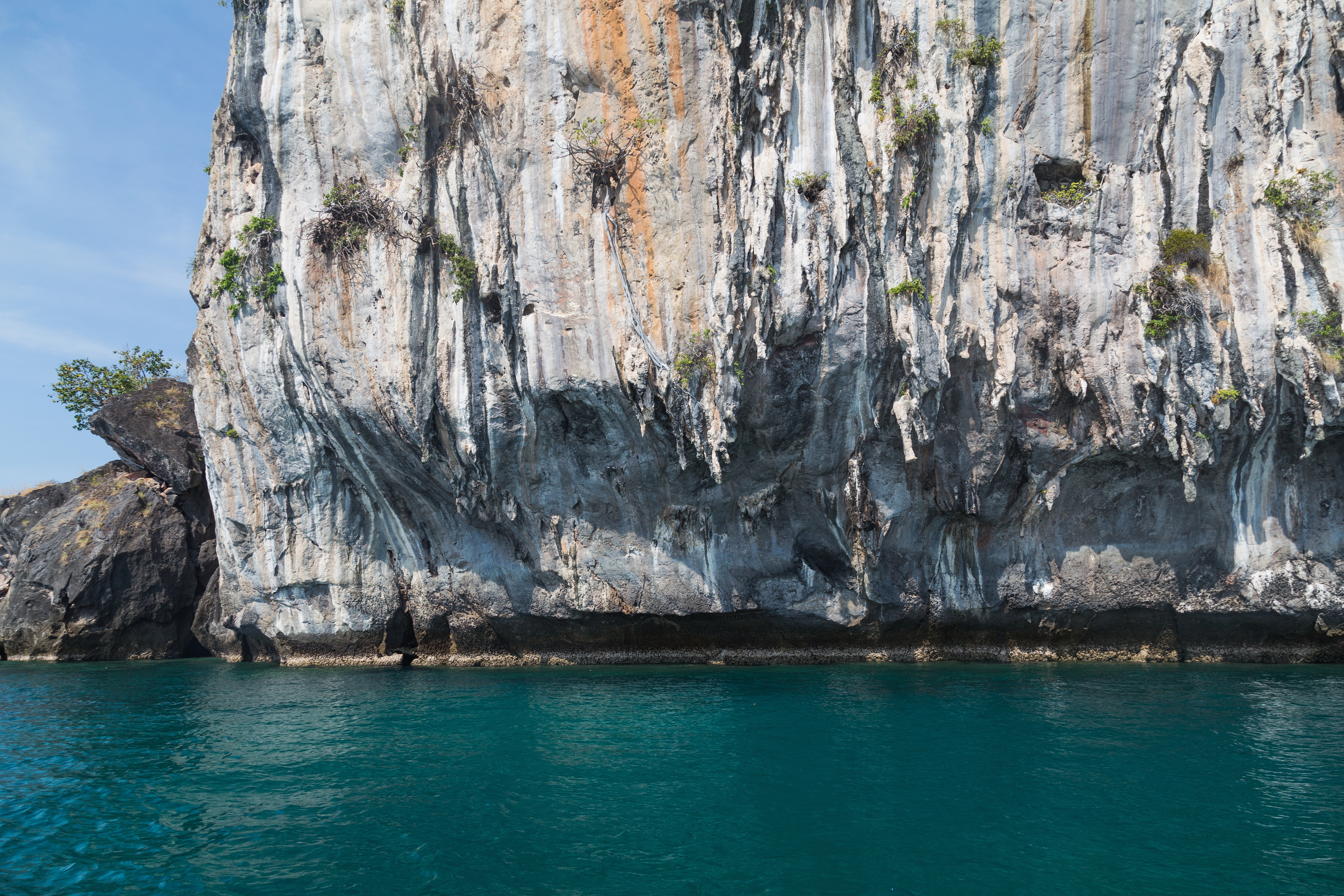
Ko Ma.
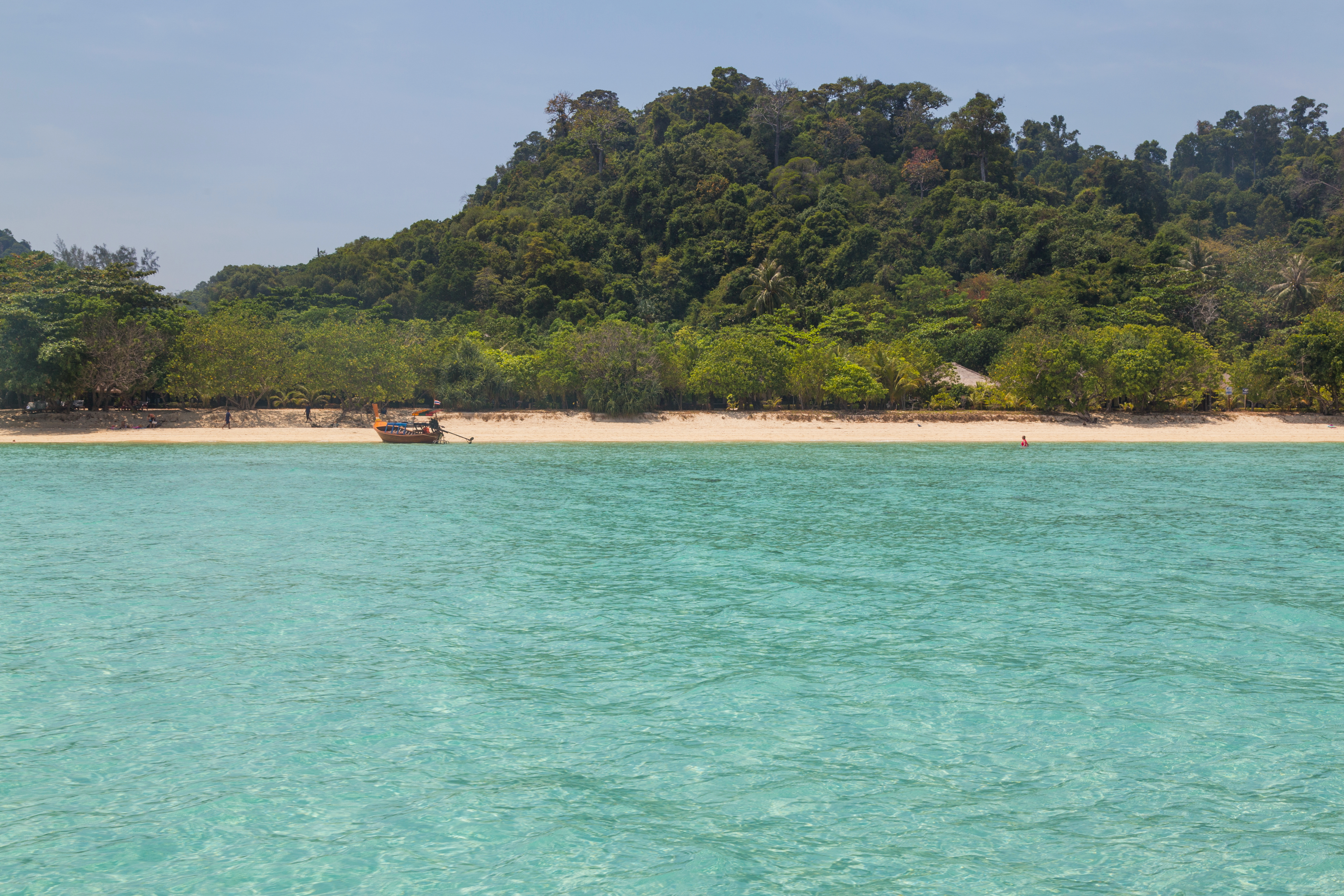
Ko Ngai.
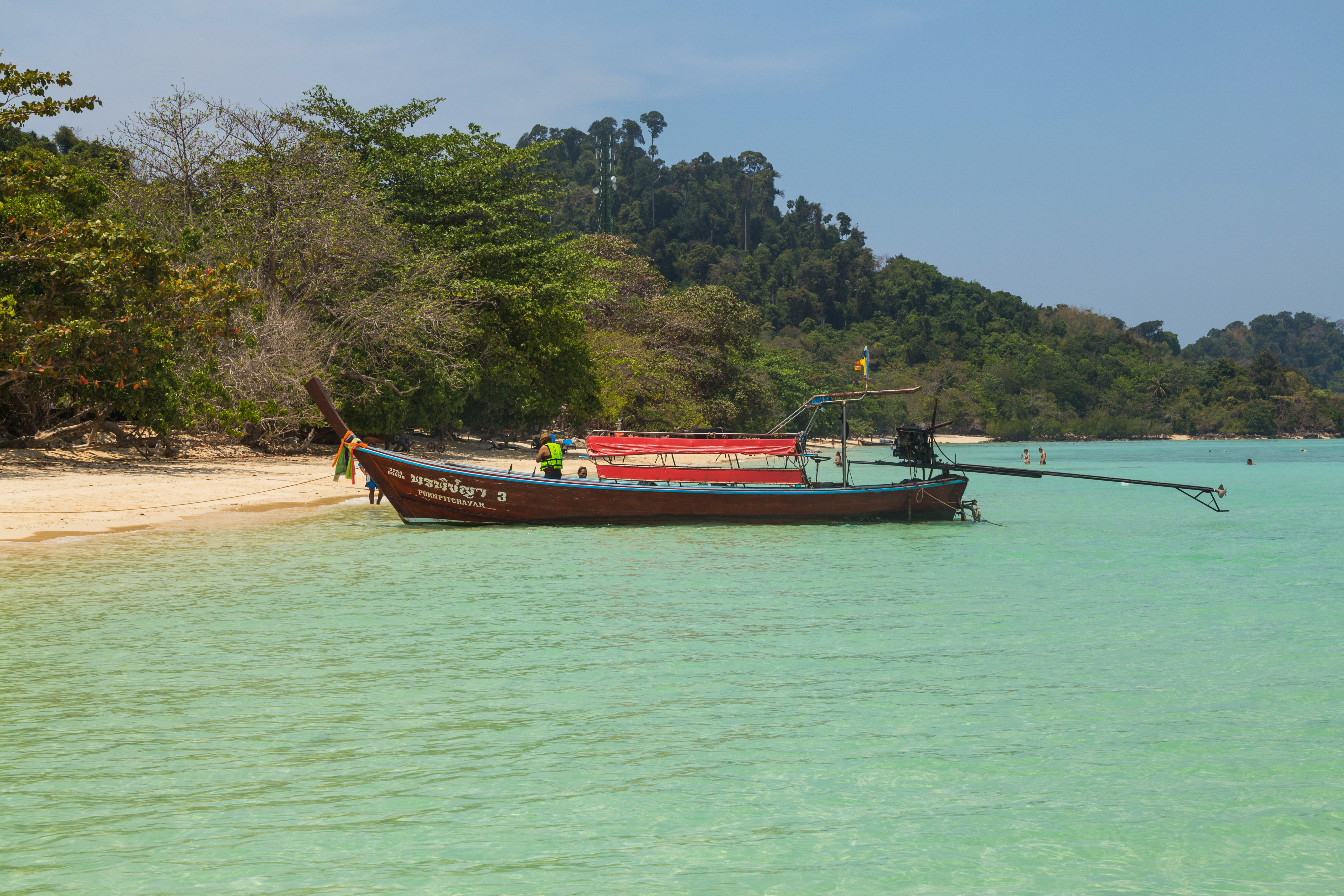
En långbåt vid Ko Ngai.

## Etymologi
Ko Lanta hette tidigare "Pulao Satak", vilket är malajiska och betyder "Långa strändernas ö". Med senare inflyttning av thaibefolkning, både buddhister och muslimer började ön kallas ön med "en miljon ögon" (thailändska "lan ta"). Namnet kan också vara härlett från javanesiskans "lan-tas", som anspelar på en trägrill som används för att halstra och grilla fisk.
Namnet på ön Ko Lanta infördes officiellt  år 1917.